# Andriej Chomutow
Andriej Walentinowicz Chomutow, ros. Андрей Валентинович Хомутов (ur. 21 kwietnia 1961 w Jarosławiu) – radziecki hokeista, reprezentant ZSRR, WNP, Rosji, trzykrotny olimpijczyk. Trener hokejowy.

## Kariera zawodnicza
- SKA MWO Moskwa (1979-1980)
- CSKA Moskwa (1980-1990)
- Fribourg-Gottéron (1990–1999)

Naukę gry w hokeja rozpoczynał w rodzinnym Jarosławiu. Następnie był rekrutowany do radzieckich sił zbrojnych i został graczem klubu wojskowego CSKA Moskwa w lidze radzieckiej. W jego barwach rozegrał 10 sezonów w latach 1980-1990. W drafcie NHL z 1989 został wybrany przez Quebec Nordiques z numerem 169, jednak daleka pozycja spowodowała, że nigdy nie zagrał w rozgrywkach NHL. W 1990 przeniósł się do Szwajcarii i przez 9 lat grał w klubie Fribourg-Gottéron w rozgrywkach National League A. W obu klubach przez wiele lat grał wspólnie z Wiaczesławem Bykowem tworząc z nim skuteczny duet. Posiada obywatelstwo szwajcarskie.
Jako reprezentant kraju występował w barwach ZSRR, WNP i Rosji. Uczestniczył w turniejach mistrzostw świata w 1981, 1982, 1983, 1985, 1986, 1987, 1989, 1990, 1993, 1995, Canada Cup 1987, w meczach Rendez-vous ’87 oraz na Zimowych Igrzyskach Olimpijskich 1984, 1988, 1992.

## Kariera trenerska
- Servette Genewa (2000-2002), asystent trenera
- Lausanne HC (2003-2005), asystent trenera
- HK MWD Bałaszycha (2007-2008), główny trener
- Sibir Nowosybirsk (2008), główny trener
- Dinamo Moskwa (2009–2010), główny trener
- Barys Astana (2010–2011), główny trener
- Reprezentacja Kazachstanu (2010–2011), selekcjoner
- HC La Chaux-de-Fonds U20 (2012–2014), główny trener
- SenSee U20 (2014-2015), główny trener
- HC Sarine-Fribourg (2015-), główny trener
- SenSee U17 (2019/2020), główny trener

Po zakończeniu kariery zawodniczej został trenerem hokejowym. Początkowo szkolił kluby w Szwajcarii, po czym powrócił do Rosji i był szkoleniowcem klubów w rozgrywkach Superligi i KHL (od 5 maja do 29 grudnia 2008 w Sibirze, od 16 października 2009 do 24 marca 2010 w Dynamie Moskwa). Od 24 czerwca 2010 do 25 października 2011 był trenerem kazachskiego klubu Barys Astana, jednocześnie od października 2010 także selekcjonerem reprezentacji Kazachstanu). 20 grudnia 2012 został szkoleniowcem szwajcarskiego zespołu juniorskiego do lat 20 w klubie HC La Chaux-de-Fonds. Pod koneic marca 2015 został szkoleniowcem HC Sarine-Fribourg.

## Sukcesy
Reprezentacyjne
- Złoty medal zimowych igrzysk olimpijskich: 1984, 1988 z ZSRR, 1992 z WNP
- Srebrny medal Canada Cup: 1987 z ZSRR
- Złoty medal mistrzostw świata: 1981, 1982, 1983, 1986, 1989, 1990 z ZSRR oraz 1993 z Rosją
- Srebrny medal mistrzostw świata: 1987
- Brązowy medal mistrzostw świata: 1985

Klubowe
- Złoty medal mistrzostw ZSRR: 1981, 1982, 1983, 1984, 1985, 1986, 1987, 1988, 1989 z CSKA
- Srebrny medal mistrzostw ZSRR: 1990 z CSKA
- Puchar ZSRR: 1988 z CSKA
- Puchar Europy: 1981, 1982, 1983, 1984, 1985, 1986, 1987, 1988, 1989, 1990 z CSKA
- Srebrny medal mistrzostw Szwajcarii: 1983, 1992, 1993, 1994 z Fribourg-Gottéron

Indywidualne
- Liga radziecka 1987/1988:
  - Nagroda Najlepsza Trójka dla tercetu najskuteczniejszych strzelców ligi (oraz Wiaczesław Bykow i Walerij Kamienski) – łącznie 72 gole
- Liga radziecka 1989/1990:
  - Nagroda Najlepsza Trójka dla tercetu najskuteczniejszych strzelców ligi (oraz Wiaczesław Bykow i Walerij Kamienski) – łącznie 61 goli
  - Najlepszy zawodnik sezonu mistrzostw ZSRR w hokeju na lodzie
- Mistrzostwa świata 1990:
  - Pierwsze miejsce w klasyfikacji strzelców turnieju: 11 goli
  - Skład gwiazd turnieju
- National League A 1990/1991:
  - Pierwsze miejsce w klasyfikacji strzelców w sezonie zasadniczym
  - Pierwsze miejsce w klasyfikacji strzelców w fazie play-off: 14 goli
  - Pierwsze miejsce w klasyfikacji kanadyjskiej w fazie play-off
  - Skład gwiazd
- National League A 1991/1992:
  - Pierwsze miejsce w klasyfikacji kanadyjskiej w fazie play-off
  - Skład gwiazd
- Hokej na lodzie na Zimowych Igrzyskach Olimpijskich 1992:
  - Pierwsze miejsce w klasyfikacji kanadyjskiej turnieju: 7 punktów
- National League A 1992/1993:
  - Skład gwiazd
- National League A 1993/1994:
  - Pierwsze miejsce w klasyfikacji strzelców w sezonie zasadniczym
  - Pierwsze miejsce w klasyfikacji kanadyjskiej w sezonie zasadniczym
  - Pierwsze miejsce w klasyfikacji strzelców w fazie play-off: 11 goli
  - Skład gwiazd
- Puchar Spenglera 1993:
  - Skład gwiazd turnieju
- National League A 1994/1995:
  - Pierwsze miejsce w klasyfikacji strzelców w sezonie zasadniczym
  - Pierwsze miejsce w klasyfikacji kanadyjskiej w sezonie zasadniczym: 86 punktów
- Puchar Spenglera 1994:
  - Skład gwiazd turnieju

Szkoleniowe
- Srebrny medal mistrzostw Rosji: 2009 z Dinamem Moskwa
- Złoty medal zimowych igrzysk azjatyckich: 2011 z Kazachstanem
- Awans do MŚ Elity: 2011 z Kazachstanem

## Wyróżnienia i odznaczenia
- Medal za Ofiarne Męstwo: 1981
- Zasłużony Mistrz Sportu ZSRR w hokeju na lodzie: 1982
- Medal „Za pracowniczą dzielność”: 1984
- Order „Znak Honoru”: 1988
- Order Honoru: 2011
- Rosyjska Galeria Hokejowej Sławy: 2014
- Galeria Sławy IIHF: 2014[6]